# Eutropis macularia
Eutropis macularia (бронзова мабуя) — вид сцинкоподібних ящірок родини сцинкових (Scincidae). Мешкає в Південній і Південно-Східній Азії.

## Поширення і екологія
Бронзові мабуї мешкають в Пакистані, Індії, Непалі, Бутані, Бангладеш, М'янмі, Таїланді, В'єтнамі, Лаосі, Камбоджі і Малайзії. Вони живуть у вологих і сухих тропічних лісах, на узліссях та в чагарникових заростях. Живляться комахами та іншими безхребетними. Відкладають яйця.